# إدوين مولر
إدوين مولر (بالألمانية: Edwin Müller؛ بالإنجليزية: Edwin Müller) هو هاوي جمع طوابع أمريكي ونمساوي، ولد في 2 ديسمبر 1898 في فيينا في النمسا، وتوفي في 4 أكتوبر 1962 في نيويورك في الولايات المتحدة.
يُعد عمله عن الطوابع النمساوية الكلاسيكية وثيقة مهمة في مجال الطوابع النمساوية. وقد اشتهرت فهارسهُ الخاصة بطوابع البريد بالدقة.
كان إدوين مولر مهتماً بجمع الطوابع منذ طفولته. وبعد الحرب العالمية الأولى في بداية العشرينيات من القرن العشرين، بدأ في نشر مجلة الطوابع الخاصة به "دي بوستماركه" التي سرعان ما أصبحت واحدة من أهم مجلات الطوابع في العالم. في ذلك الوقت، كرس مولر نفسه بشكل أساسي لطوابع البريد الخاصة بالملكية النمساوية المجرية. وظهرت منشورات ملحوظة على نطاق واسع خلال هذه الفترة. تقدم مولر ليصبح واحداً من أكثر هواة جمع الطوابع تميزاً في العالم.
ولقد أسندت إليهِ الحكومة النمساوية مهمة تنظيم المعرض الدولي لهواة جمع الطوابع في فيينا، وهو أحد أكبر معارض هواة جمع الطوابع في العالم قبل الحرب العالمية الثانية. ونظرًا للنجاح الكبير الذي حققه المعرض الدولي لهواة جمع الطوابع، فقد منحته الدولة تكريمًا. وفي العام نفسه، أصبح مولر رئيسًا للاتحاد الدولي لهواة جمع الطوابع.
بعد انفصال النمسا عن الرايخ الألماني في عام 1938، لجأ مولر إلى الولايات المتحدة. وغيّر اسمه إلى إدوين مولر وفي السنوات التالية، واصل دراساته في مجال هواية جمع الطوابع وعمل بائعاً بالمزاد العلني لأول مرة. ومن بين مساعيه الأخرى، كان تاجر طوابع، حيث أسس شركة ميركوري للطوابع في عام 1954، وكان مؤلفاً لمجلات الطوابع حتى وفاته في نيويورك.